# Abdelaziz ibn Saoud
Ne doit pas être confondu avec Mohammed ibn Saoud.
Abdelaziz ben Abderrahmane Al Saoud, dit Ibn Séoud ou Ibn Saoud (en arabe : عبد العزيز بن عبد الرحمن آل سعود), né le 15 janvier 1876 ou le 24 novembre 1880 à Riyad et mort le 9 novembre 1953 à Taëf, est le fondateur du troisième État saoudien, l'actuelle Arabie saoudite. Du 8 janvier 1926 à sa mort, il fut le second roi du Hedjaz et du Nejd, et le premier roi de l'Arabie saoudite moderne après l'unification du pays. Il est le père de nombreux enfants, dont six lui succèdent sur le trône saoudien en tant que rois.

## Origines
Souvent appelé Ibn Saoud (ou prononcé Ibn Séoud par anglicisme), en particulier dans l'historiographie occidentale, « Abdelaziz ben Abderrahmane ben Fayçal ben Turki ben Abdallah ben Mohammed ben Saoud » est l'arrière-arrière-arrière-petit-fils d'un autre Ibn Saoud, celui qui, associé à Ibn Abdelwahhab, avait créé le premier État saoudien, en 1744.
À la mort de Fayçal ben Turki Al Saoud le 11 décembre 1865, le pouvoir de la dynastie Al Saoud sur le deuxième État saoudien vacille et tombe aux mains de la famille rivale des Al Rachid, originaire de la ville de Haïl et soutenue par les Ottomans, qui prend Riyad en 1884.
Abderrahmane, fils cadet de Fayçal, s'impose comme chef de la famille des Saoud et attaque Riyad qu'il reprend avant d'être vaincu et de réussir de justesse à fuir dans le désert avec sa famille en 1891. Abderrahmane trouve d'abord refuge auprès de la tribu des al Murrah (en), aux confins du redoutable désert du Rub al-Khali, où son fils, le jeune Abdelaziz, expérimente la rude vie bédouine et les vertus de l'hospitalité. Il quitte ensuite les Al Murrah pour Bahreïn, dont le cheikh Issa ben Ali Al Khalifa se lie d'amitié avec Abdelaziz, puis pour le Qatar et le Koweït, où le cheikh Moubarak leur accorde l'hospitalité, avec l'aval des Ottomans et où la famille finit par s'établir en 1892.

## Reconquête du pouvoir

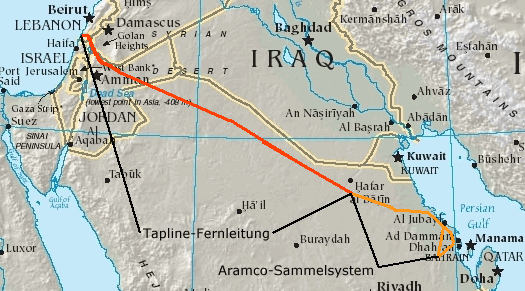
À la suite du pacte du Quincy, entre Franklin Roosevelt et Ibn Saoud, l’oléoduc transarabique est créée, en juillet 1945.

Profitant d'un voyage à Bagdad d'Abdelaziz ben Moutaïb Al Rachid, avec l'aval de son père Abderrahmane, mais seulement accompagné d'une soixantaine de fidèles compagnons, le jeune Abdelaziz ben Abderrahmane Al Saoud entreprend de reconquérir Riyad. La nuit du 15 janvier 1902, six d'entre eux escaladent les remparts de la cité et obtiennent des renseignements d'un ancien serviteur d'Abderrahmane, du temps où les Al Saoud régnaient encore sur Riyad. Ils pénètrent par les terrasses dans la résidence de l'émir de Riyad, Ajlan, et le tuent à son retour de la mosquée, provoquant la reddition de toute la garnison.
Aussitôt après, Abdelaziz fait venir sa famille et s'installe définitivement à Riyad. Son père abdique en sa faveur en tant que chef de la maison des Saoud, ne gardant que son titre d'imam.
Il reconquiert la région de Qasim en 1903, le Hasa en 1913. En mai 1914 il est nommé wali du Nejd par les Ottomans. La Première Guerre mondiale déclenchée, il obtient par le traité de Darin, signé le 26 décembre 1915 avec Percy Cox, au nom du Bureau de l'Inde, la reconnaissance du Royaume-Uni, qui cependant s'appuie davantage sur le chérif Hussein de La Mecque, roi hachémite du Hedjaz et initiateur de la révolte arabe. En août 1918, il attaque le Djebel Chammar ou émirat du Haïl, mais doit renoncer sur injonction des Britanniques, cet émirat s'étant allié au chérif Hussein. En novembre 1921, il s'empare finalement de Haïl, mettant un terme à la domination des Al Rachid, et se proclame sultan du Nejd.
Abdelaziz s'attaque ensuite au chérif Hussein qu'il chasse de La Mecque en octobre 1924. Cependant, n'étant pas descendant de Mahomet, il ne peut prétendre au titre de chérif de La Mecque : c'est habillé en simple pèlerin qu'il entre à La Mecque le 13 octobre 1924. Il se proclame roi du Hejaz le 8 janvier 1926 après avoir repris Djedda le 5 décembre 1925 au fils de Hussein, le chérif Ali, et enfin roi du Nejd le 27 janvier 1927.

## Roi d'Arabie saoudite
Le 23 septembre 1932, il réunit ses conquêtes en un État unique, le royaume d'Arabie saoudite auquel le traité de Taëf (ar) de 1934 adjoint les trois provinces yéménites de l'Asir, Najran et Jizan. Les guerres ayant permis l’accession au pouvoir d’Ibn Saoud ont fait 500 000 morts entre 1901 et 1932.
À partir de 1938, la prospérité du royaume est liée à l'exploitation du pétrole et fait de cet État l'un des plus puissants du Moyen-Orient.
Officiellement, pendant la Seconde Guerre mondiale, Ibn Saoud d'Arabie prend une position neutre. Toutefois, on le juge favorable aux Alliés.
En 1945, le roi Abdelaziz conclut avec le président américain Franklin Roosevelt un accord stratégique motivé par la géopolitique du pétrole, qui place l'Arabie saoudite dans l'orbite économique et sous la protection militaire américaine, l’Arabie saoudite ayant cédé l’exploitation de ses ressources pétrolières aux États-Unis. La même année, elle devient membre de l’Organisation des Nations unies et de la Ligue arabe.
Malade, il meurt d'une crise cardiaque en 1953.

L'ordre du roi Abdelaziz, le principal ordre du mérite saoudien, est créé en sa mémoire en 1971 par le roi Fayçal.

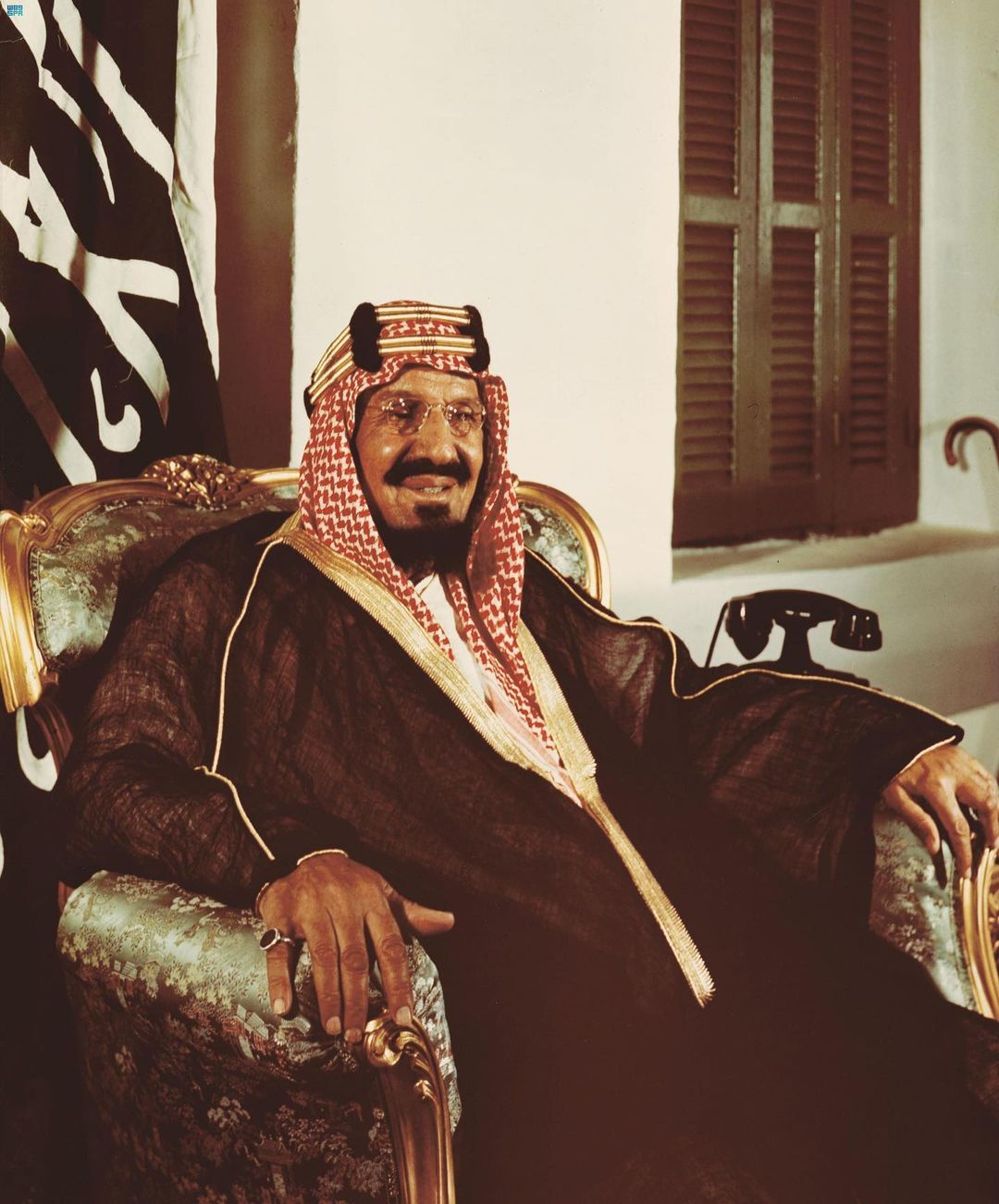
Portrait d'Abdelaziz ibn Saoud vers 1940.
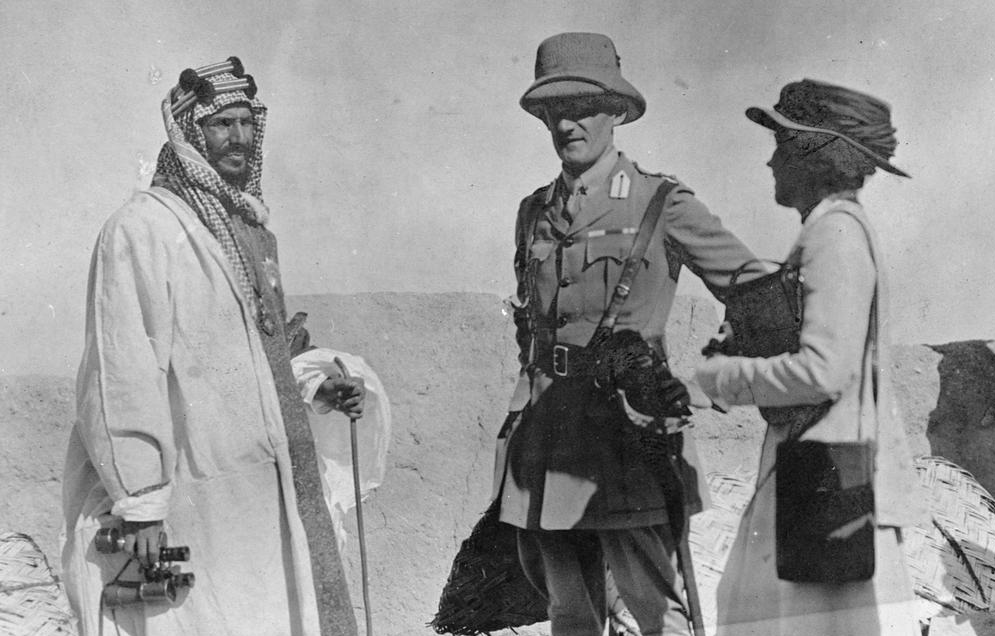
Abdelaziz Al Saoud avec l'administrateur colonial britannique Percy Cox et l’agent secret Gertrude Bell, pendant la révolte arabe, Bassorah, 1916.
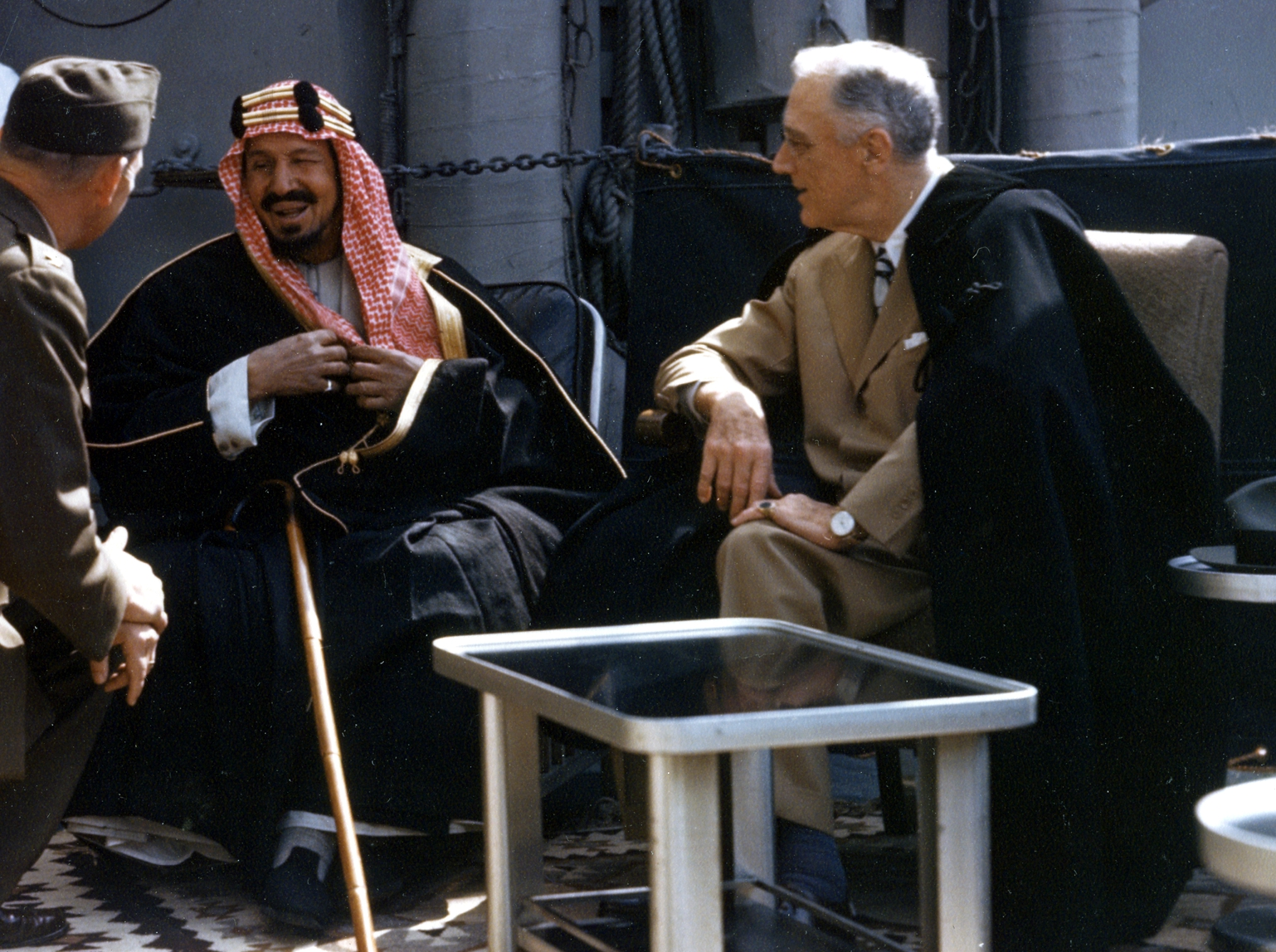
Entrevue entre le roi Abdelaziz Al Saoud et le président américain Franklin Roosevelt au milieu du canal de Suez, à bord du croiseur USS Quincy revenant de la conférence de Yalta le 14 février 1945.
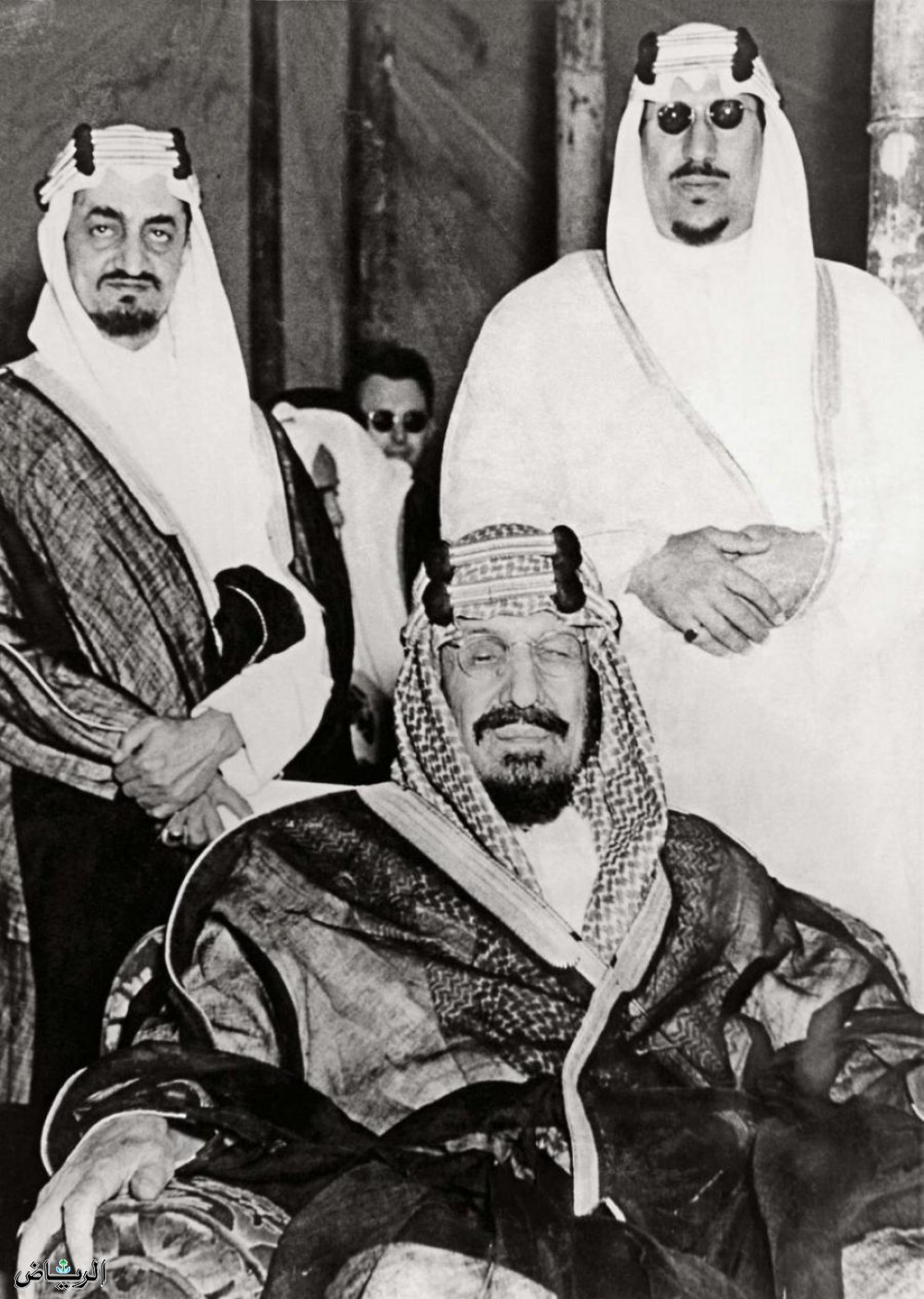
Le roi Abdelaziz avec ses fils Fayçal et Saoud, futurs rois.

## Descendance
Il a eu trente-deux épouses qui lui donnèrent quatre-vingt-neuf enfants (cinquante-trois fils et trente-six filles), dont :
- Turki ben Abdelaziz Al Saoud, son fils aîné (né en 1900, décédé en 1919)
- Saoud ben Abdelaziz Al Saoud, roi de 1953 à 1964
- Fayçal ben Abdelaziz Al Saoud, roi de 1964 à 1975
- Mohammed ben Abdelaziz Al Saoud (en), prince héritier en 1964/1965
- Khaled ben Abdelaziz Al Saoud, roi de 1975 à 1982
- Fahd ben Abdelaziz Al Saoud, roi de 1982 à 2005
- Abdallah ben Abdelaziz Al Saoud, roi de 2005 à 2015
- Salmane ben Abdelaziz Al Saoud, roi depuis 2015
- Sultan ben Abdelaziz Al Saoud, prince héritier de 2005 à 2011
- Nayef ben Abdelaziz Al Saoud, prince héritier de 2011 à juin 2012
- Moukrine ben Abdelaziz Al Saoud, prince héritier de janvier à avril 2015